# Cheleocloeon
Cheleocloeon is een geslacht van haften (Ephemeroptera) uit de familie Baetidae.

## Soorten
Het geslacht Cheleocloeon omvat de volgende soorten:
- Cheleocloeon carinatum
- Cheleocloeon dimorphicum
- Cheleocloeon excisum
- Cheleocloeon falcatum
- Cheleocloeon littorale
- Cheleocloeon madagascariense
- Cheleocloeon sigiense
- Cheleocloeon soldani
- Cheleocloeon yolandae